# Алёксино (Плюсский район)
Алёксино — деревня в Плюсском районе Псковской области России. Входит в состав Лядской волости.

## География
Расположена в 9 км к северо-западу от волостного центра Ляды и в 60 км к западу от райцентра Плюсса на автодороге Заполье — Плюсса — Гдов.
В Алёксине есть две основные улицы Центральная и Горная. Между улицами лежит болотистая местность, из которой вытекает ручей Шумиловский (в низовьях носит народное название — Шитня).

### Климат
Климат характеризуется как умеренно континентальный, с продолжительной снежной зимой и относительно коротким, но тёплым летом. Среднегодовая температура — 4,4 °C. Средняя температура воздуха самого тёплого месяца (июля) — 17,4 °C (абсолютный максимум — 33 °C); самого холодного (января) — −7,7 °C (абсолютный минимум — −41 °C). Среднегодовое количество осадков — 684 мм, из которых 447 мм выпадает в период с апреля по октябрь.

## История

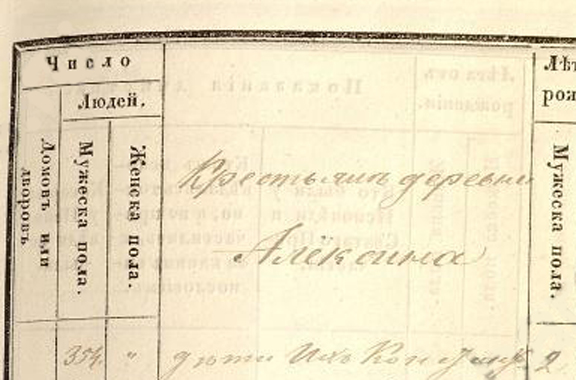
Фрагмент листа 1242 из исповедной росписи 1863 года Димитриевской церкви села Ктин Гдовского уезда, где название приходской деревни Алёксино впервые записано через «Ё» (также запись через «Ё» находится в начале описания этой деревни на листе 1240 об.)

Впервые в истории упоминается в писцовой книге 1571 года, как жилая деревня Олексино с шестью дворами в поместье Елизарья Федорова сына Тыртова с центром в сельце Хтино (ныне — дер. Ктины) Ляцкого погоста Новгородского уезда Залесской половины Шелонской пятины.
Наиболее раннее написание через букву «Ё» — Алёксино, находится в исповедной росписи 1863 года села Ктин церкви святого великомученика Димитрия священника Павла Чистолюбова, дьячка Спиридона Кузминского и пономаря Андрея Рельского (24 двора крестьянских, в них 116 человек мужского, 105 человек женского пола; семей отставных военных 1 человек мужского, 1 человек женского пола).
В 1928—1954 годах была центром Алексинского сельского совета.
В 1954—1979 годах входила в состав Лядского сельского совета.
В 1980—1995 годах входила в состав Заянского сельского совета.
С 1995 года и до упразднения 1 января 2006 года деревня входила в состав Заянской волости.

## Население
| 2000 | 2001 | 2002 | 2010 |
| ---- | ---- | ---- | ---- |
| 34   | →34  | ↘33  | ↘18  |

Численность населения деревни на 2000 год составляла 34 человека, по переписи 2002 года — 33 человека.

## Инфраструктура
В деревне находится полуразрушенная кирпичная часовня постройки начала XX века.

## Транспорт

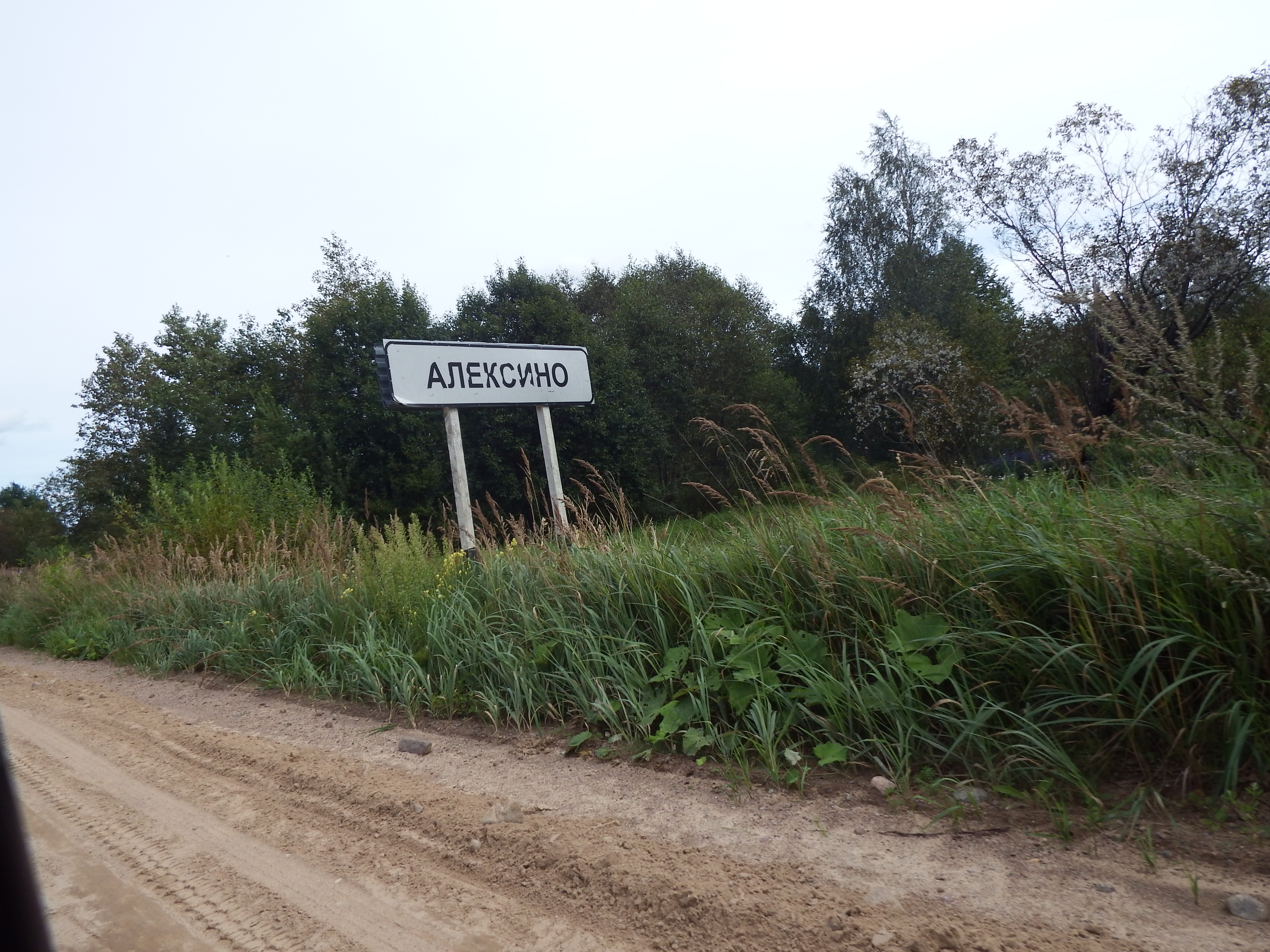
Въезд в деревню со стороны Гдова

Через деревню проходит автомобильная дорога Р61 (58К — 089) Заполье — Плюсса — Гдов. Маршрутов общественного транспорта нет.